# Américo Brasiliense
Américo Brasiliense é um município brasileiro do estado de São Paulo, pertencente à Região Administrativa Central. Possui área de 123 km² e sua população segundo o Censo 2022 do IBGE é de 33.019 habitantes, com uma densidade demográfica de 268,54 hab/km². O município está conurbado com Araraquara.

## História
Em 1790, o pioneiro a chegar na região foi Pedro José Neto que era o dono das Sesmarias que originaram o povoado Américo Brasiliense, Rancho Queimado e Cruzes, além das sesmarias do Ouro, que deram origem a Araraquara.
Por volta de 1820, começou o povoamento das sesmarias Rancho Queimado e Cruzes com a chegada das primeiras famílias; Germano Xavier de Mendonça, Martiniano de Oliveira, Manoel Antônio Borba e o coronel Américo de Toledo Pizza.
Já o município de Américo Brasiliense começou sua história em 1854, com a cultura do café naquela região, pelas famílias Xavier Machado e Martiniano de Oliveira. A primeira família, Xavier Machado, se estabeleceu na sesmaria de Rancho Queimado e a segunda, Martiniano de Oliveira, na sesmaria de Cruzes.

### Formação territorial-administrativa
Histórico da formação do município:
- Distrito de paz criado no município de Araraquara pela Lei nº 1.878, de 20/11/1922.
- Município criado pela Lei nº 8.092, de 28/12/1964.

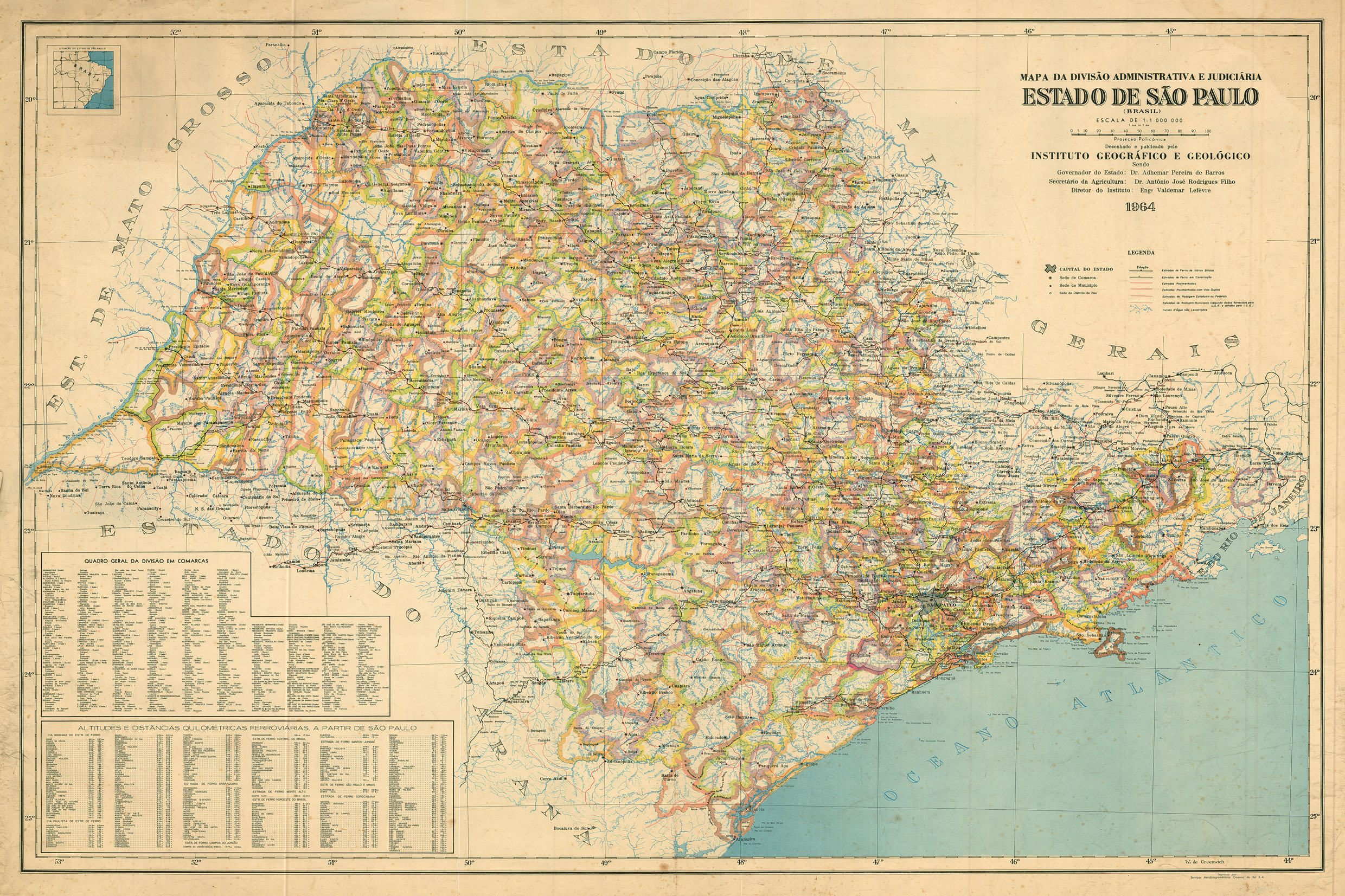
Estado de São Paulo (1964).

## Geografia
Possui uma área de 123,5 km² que se eleva a 715 metros de altitude.

### Clima
O clima é do tipo subtropical, com temperaturas médias anuais de  22 °C, com inverno ameno, sendo raro o fenômeno da geada. Chuvas (1.250 mm) bem distribuídas durante o ano, sendo abundantes no verão e pequena a pluviosidade no inverno, derivada das intermitentes frentes frias que passam  pela região nessa estação.

### Hidrografia
O município de Américo Brasiliense é um dos mais ricos em minas de água do estado de São Paulo; no total são 25 nascentes.

### Relevo
A cidade está situada  no Planalto Ocidental Paulista, desfrutando de  uma suave topografia, com altitudes médias em torno de 700 metros, permitindo um fácil escoamento das águas pluviais, portanto, livre de enchentes.

### Rodovias
- SP-257 - Rodovia Deputado Aldo Lupo - liga Américo Brasiliense a Araraquara pela SPA-004/257
- SP-257 - Rodovia Deputado Aldo Lupo - liga Américo Brasiliense a Rincão no entroncamento com SPA-051/255
- SP-257 - Rodovia Deputado Aldo Lupo - liga Américo Brasiliense a Ribeirão Preto no entroncamento com SP-255; São Carlos e São Paulo pelo mesmo entroncamento SP-255 até o entroncamento com a Rodovia Washington Luís

### Ferrovias
- Linha Tronco da Companhia Paulista de Estradas de Ferro[8][9]

## Demografia

### População
| Crescimento populacional                             | Crescimento populacional | Crescimento populacional | Crescimento populacional |
| Ano                                                  | População Total          |                          | %±                       |
| ---------------------------------------------------- | ------------------------ | ------------------------ | ------------------------ |
| 1970                                                 | 5 368                    |                          | —                        |
| 1980                                                 | 11 864                   |                          | 121,0%                   |
| 1991                                                 | 20 067                   |                          | 69,1%                    |
| 2000                                                 | 28 287                   |                          | 41,0%                    |
| 2010                                                 | 34 478                   |                          | 21,9%                    |
| 2022                                                 | 33 019                   |                          | −4,2%                    |
| Est. 2024                                            | 33 757                   | [ 10 ]                   | 2,2%                     |
| Fontes: Censos Demográficos IBGE e Estimativas SEADE |                          |                          |                          |

### Dados demográficos
Censo de 2000
- Urbana: 27.641
- Rural: 646
- Homens: 14.401
- Mulheres: 13.886
- Densidade demográfica (hab./km²): 229,04
- Mortalidade infantil até 1 ano (por mil): 12,40
- Expectativa de vida (anos): 73,19
- Taxa de fecundidade (filhos por mulher): 2,35
- Taxa de Alfabetização: 89,82%
- Índice de Desenvolvimento Humano (IDH-M): 0,788
- IDH-M Renda: 0,689
- IDH-M Longevidade: 0,803
- IDH-M Educação: 0,872

## Economia

### Agroindústrias

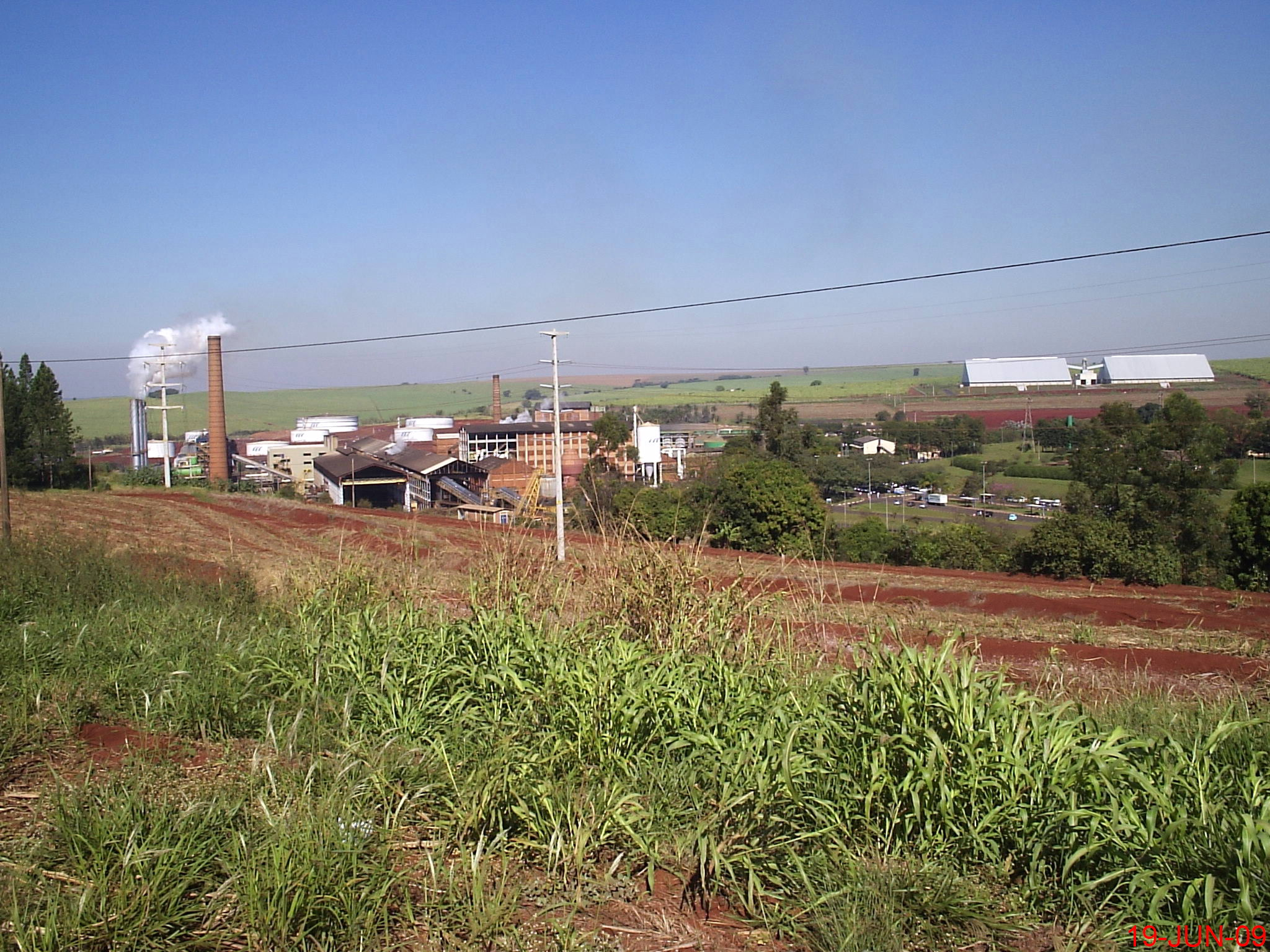
Usina de Açúcar e Álcool em Américo Brasiliense.

Américo Brasiliense teve  escolhido  o título "Cidade Doçura" pelo fato da atividade canavieira predominar no município. Localizada no município, a Usina São Martinho está entre as 15 maiores usinas do país, considerando-se o volume de cana moída e atende ao mercado nacional e internacional de açúcar e álcool e seus subprodutos energéticos.

### Indústrias
Foi construída e inaugurada na cidade, em junho de 2009, pelo governo do estado de São Paulo, a segunda Fundação para o Remédio Popular (FURP). Com 27 mil m² de área construída, tem capacidade para produção de 1,2 bilhões de unidades farmacotécnicas sólidas e 22 milhões de ampolas-vidro por ano, com um turno de produção.
Na iniciativa privada, também encontramos inúmeras indústrias alocadas na cidade, entre elas a Whitford, que desenvolve e fabrica revestimentos antiaderentes.

## Infraestrutura

### Comunicações
O sistema de telefones automáticos foi inaugurado na cidade em 1973 pela Telecomunicações de São Paulo (TELESP), que também implantou o sistema de discagem direta à distância (DDD) em 1979 com o código de área (0162). Anteriormente a cidade era atendida pela Companhia Telefônica Brasileira (CTB).
Na década de 90 o código DDD da cidade foi alterado para (016), para padronização do sistema telefônico com a telefonia celular que estava sendo implantada em todo o estado.

## Pessoas ilustres
- Jão, cantor

## Religião
O Cristianismo se faz presente na cidade da seguinte forma:

### Igreja Católica
O município pertence à Diocese de São Carlos, e possui três paróquias:
- Paróquia Matriz Nossa Senhora Aparecida (matriz)
- Paróquia São Francisco de Assis
- Paróquia de São Judas Tadeu

### Igrejas Evangélicas
Entre as igrejas protestantes históricas, pentecostais e neopentecostais, encontram-se na cidade:
- Assembleia de Deus Ministério do Belém.[23][24]
- Congregação Cristã no Brasil.[25]